# Liste der Monuments historiques in Dommarie-Eulmont
Die Liste der Monuments historiques in Dommarie-Eulmont führt die Monuments historiques in der französischen Gemeinde Dommarie-Eulmont auf.

## Liste der Objekte
| Bezeichnung               | Beschreibung                      | Standort                                             | Kennzeichnung | Schutzstatus | Datum | Bild |
| ------------------------- | --------------------------------- | ---------------------------------------------------- | ------------- | ------------ | ----- | ---- |
| Skulptur Madonna mit Kind | Stein, Mitte des 16. Jahrhunderts | Dommarie, in der Kirche Nativité-de-la-Vierge (Lage) | PM54001506    | Inscrit      | 1984  |      |